# Secret Society
Secret Society je sedmi studijski album švedskog heavy metal sastava Europe.

## Popis pjesama
1. "Secret Society" (Tempest) – 3:37
2. "Always the Pretenders" (Tempest, Levén) – 3:55
3. "The Getaway Plan" (Tempest, Norum) – 3:53
4. "Wish I Could Believe" (Tempest, Michaeli) – 3:35
5. "Let the Children Play" (Tempest, Michaeli) – 4:12
6. "Human After All" (Tempest, Norum) – 4:14
7. "Love Is Not the Enemy" (Tempest, Norum) – 4:19
8. "A Mother's Son" (Tempest) – 4:49
9. "Forever Travelling" (Tempest, Michaeli) – 4:12
10. "Brave and Beautiful Soul" (Tempest) – 3:48
11. "Devil Sings the Blues" (Tempest, Michaeli) – 5:24
12. "Start from the Dark" (uživo) - (dodatna pjesma na japanskom izdanju)

## Izvođači
- Joey Tempest - vokal, akustična gitara
- John Norum - električna gitara
- John Levén - bas-gitara
- Mic Michaeli - klavijature
- Ian Haugland - bubnjevi, prateći vokal